# Mont Silberhorn
Pour l’article homonyme, voir Silberhorn.
Le mont Silberhorn (en anglais : Mount Silberhorn et en maori de Nouvelle-Zélande : Rangirua) est un sommet culminant à 3 300 mètres dans les Alpes du Sud, en Nouvelle-Zélande.
Situé au sud du mont Tasman, il est le 5e plus haut sommets du pays.

## Toponymie
Silberhorn signifie « corne d'argent » en allemand. Il est possible que ce nom ait été donné par William Spotswood Green en 1882, d'après la ressemblance du sommet avec le Silberhorn dans les Alpes bernoises. Son nom maori, Rangirua, se traduit littéralement par « second ciel ».